# Vincenzo Maria Strambi
Vincenzo Maria Strambi, född 1 januari 1745 i Civitavecchia, död 1 juni 1824 i Rom, var en italiensk romersk-katolsk passionist och biskop. Han vördas som helgon i Romersk-katolska kyrkan, med minnesdag den 1 januari.

## Biografi
Strambi prästvigdes år 1767 och blev passionist året därpå. Mellan åren 1801 och 1823 var han biskop av Macerata-Tolentino.

### Webbkällor
- Borrelli, Antonio. ”San Vincenzo Maria Strambi, vescovo, passionista” (på italienska). Santi e Beati. Arkiverad från originalet den 5 januari 2021. https://archive.md/QEN9U. Läst 5 januari 2021.
- ”Saint Vincent Strambi” (på engelska). CatholicSaints.Info. Arkiverad från originalet den 5 januari 2021. https://archive.md/DxpSS. Läst 5 januari 2021.
- ”Bishop St. Vincenzo Maria Strambi, C.P.” (på engelska). Catholic Hierarchy. Arkiverad från originalet den 5 januari 2021. https://archive.md/pc7kq. Läst 5 januari 2021.